# Patrolowce typu Patrol 240 Baltic
Patrolowce typu Patrol 240 Baltic (Patrol 24 Baltic) – typ okrętów patrolowych budowanych w Estonii dla celów ochrony granicy. Dwie jednostki znajdują się w służbie polskiego Morskiego Oddziału Straży Granicznej od 2010 roku.

## Historia
Projekt szybkiej jednostki patrolowej Patrol 24 został opracowany przez estońską stocznię Baltic Workboats AS. Oznaczenie 24 pochodzi od długości w metrach. Służą w straży granicznej Łotwy („Rānda” (RK 20) od 2008 roku) i Estonii („Valve” (PVL 112) od 2010 roku).
Dwa patrolowce typu Patrol 24 Baltic (numer projektu 90077), określane w Polsce jako Patrol 240 Baltic, zostały zamówione 6 stycznia 2009 roku w stoczni Baltic Workboats A/S w Nasva w ramach rządowego programu modernizacji Straży Granicznej. Producent zwyciężył w przetargu na budowę tych jednostek, o wartości 24,888 mln zł. 11 maja 2010 r. zamówione jednostki dotarły do Polski, po szkoleniu załóg, po czym 24 czerwca 2010 r. miało miejsce nadanie nazw i podniesienie bandery w Kaszubskim Dywizjonie Straży Granicznej w Gdańsku-Westerplatte. Jednostki otrzymały numery burtowe SG-111 i SG-112 i nazwy odpowiednio: „Patrol 1” i „Patrol 2” (matkami chrzestnymi zostały odpowiednio minister Elżbieta Bieńkowska i wiceminister infrastruktury Anna Wypych-Namiotko). Zastąpiły w służbie dwa starsze kutry patrolowe projektu 90: SG-142 i SG-145.

## Opis
Klasyfikowane w Polsce jako pomocnicze jednostki patrolowe, przeznaczone są do służby dozorowej i patrolowej w odległości do 20 mil morskich od brzegu, zabezpieczenia dla działań lekkich jednostek i działań płetwonurków. Konstrukcja jest jednokadłubowa, zaprojektowana zgodnie z przepisami Polskiego Rejestru Statków. Kadłub i nadbudówka są wykonane ze stopu lekkiego. Nadbudówka jest posadowiona na elastycznych fundamentach w celu zmniejszenia wibracji. Jednostki mają pochylnię rufową z elektryczną wciągarką dla operowania 5-metrowej łodzi hybrydowej. Załogę stanowi 4–6 osób, ponadto 3–5 osób grupy inspekcyjnej. Jednostki nie mają stałego uzbrojenia, jedynie podstawę słupkową na dziobie do montowania karabinu maszynowego rodziny PK kalibru 7,62 mm. Wyposażenie uzupełnia wciągarka hydrauliczna do podejmowania nielegalnych sieci połowowych, dwa reflektory szperacze na dachu nadbudówki i kamera manewrowa na rufie.